# Harry Hopkins
Harry Lloyd Hopkins (Sioux City, 17 agosto 1890 – New York, 29 gennaio 1946) è stato un politico statunitense.
Fu il principale collaboratore del presidente Franklin Delano Roosevelt sia durante il New Deal come responsabile supremo dei programmi di sviluppo economico e di lotta alla disoccupazione, sia durante la seconda guerra mondiale dove assunse il ruolo di consigliere del presidente in campo politico, diplomatico e anche militare come responsabile della Legge Affitti e prestiti e membro estremamente influente delle delegazioni statunitensi alle grandi conferenze tra gli Alleati.
Fautore di una stretta collaborazione con l'Unione Sovietica di Stalin durante la guerra e di una prosecuzione dell'alleanza anche dopo il conflitto, continuò all'inizio della nuova amministrazione Truman, nonostante fosse ormai gravemente malato, ad impegnarsi per raggiungere un accordo con Stalin ed evitare la Guerra fredda.

## Biografia
Consigliere ed uomo di fiducia del presidente Roosevelt, fu uno dei principali promotori del New Deal: nel 1933 diresse la Federal Emergency Relief Administration e dal 1935 la Works Progress Administration, due organismi che avviarono la realizzazione del New Deal nel campo del lavoro e della programmazione economica.
Dal 1938 al 1940 fu ministro del Commercio e poi dal 1941 responsabile del decisivo programma di produzione bellica promosso dalla Legge Affitti e Prestiti.

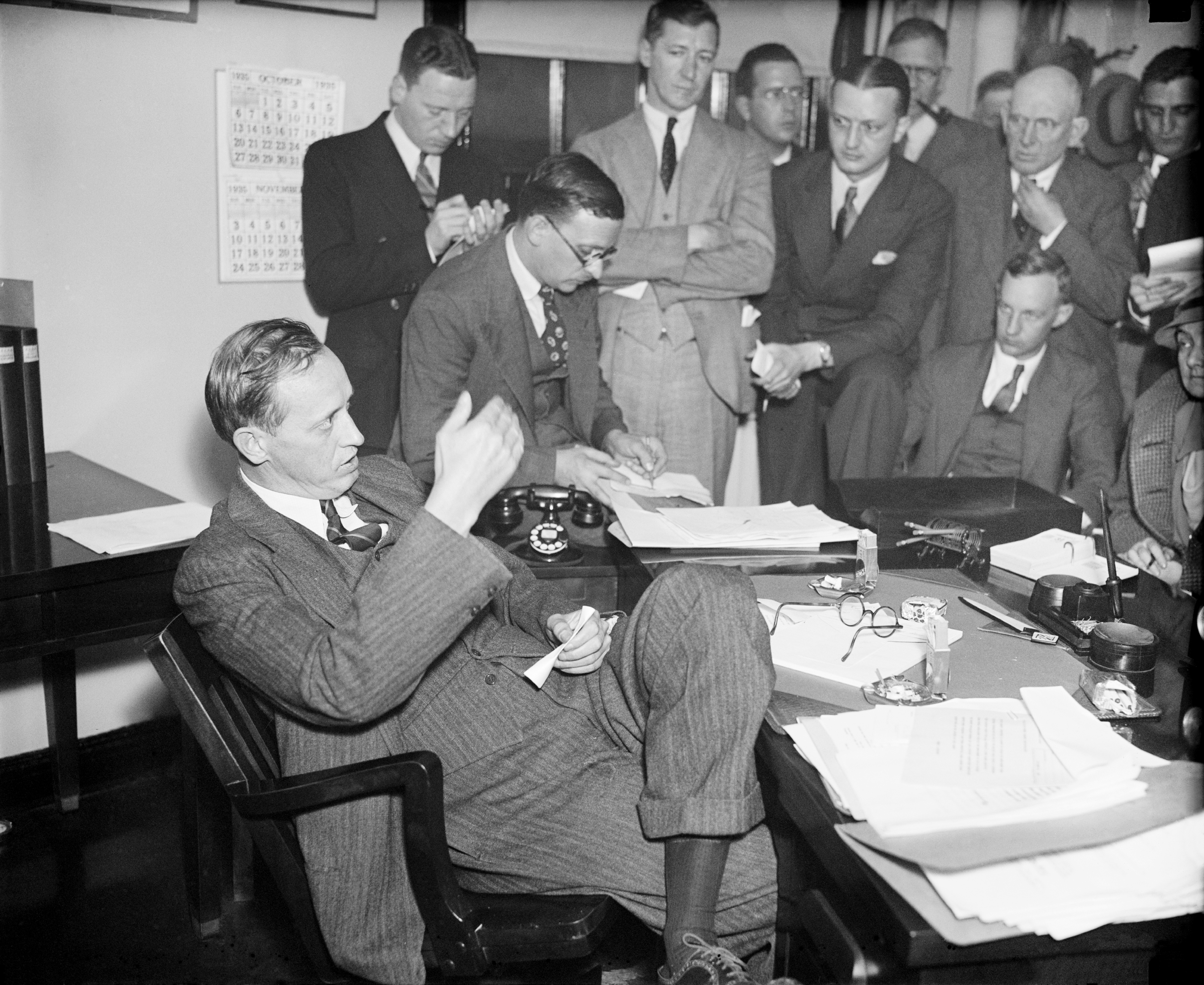
Hopkins, seduto sulla sinistra, durante una conferenza stampa come presidente della Work Progress Administration nel 1935.

Durante la seconda guerra mondiale divenne il principale consigliere politico di Roosevelt e convinse il presidente a privilegiare la lotta alla Germania nazista rispetto a quella nel Pacifico. Fu inviato in Unione Sovietica nel 1941 e il suo viaggio rappresentò il primo approccio tra i due alleati, in vista dell'ammissione dell'Unione Sovietica ai benefici della Legge Affitti e Prestiti. Hopkins diede fiducia a Stalin e riferì al presidente che l'Unione Sovietica era in grado di resistere e stava impegnando con efficacia la grande parte della macchina bellica della Germania nazista.

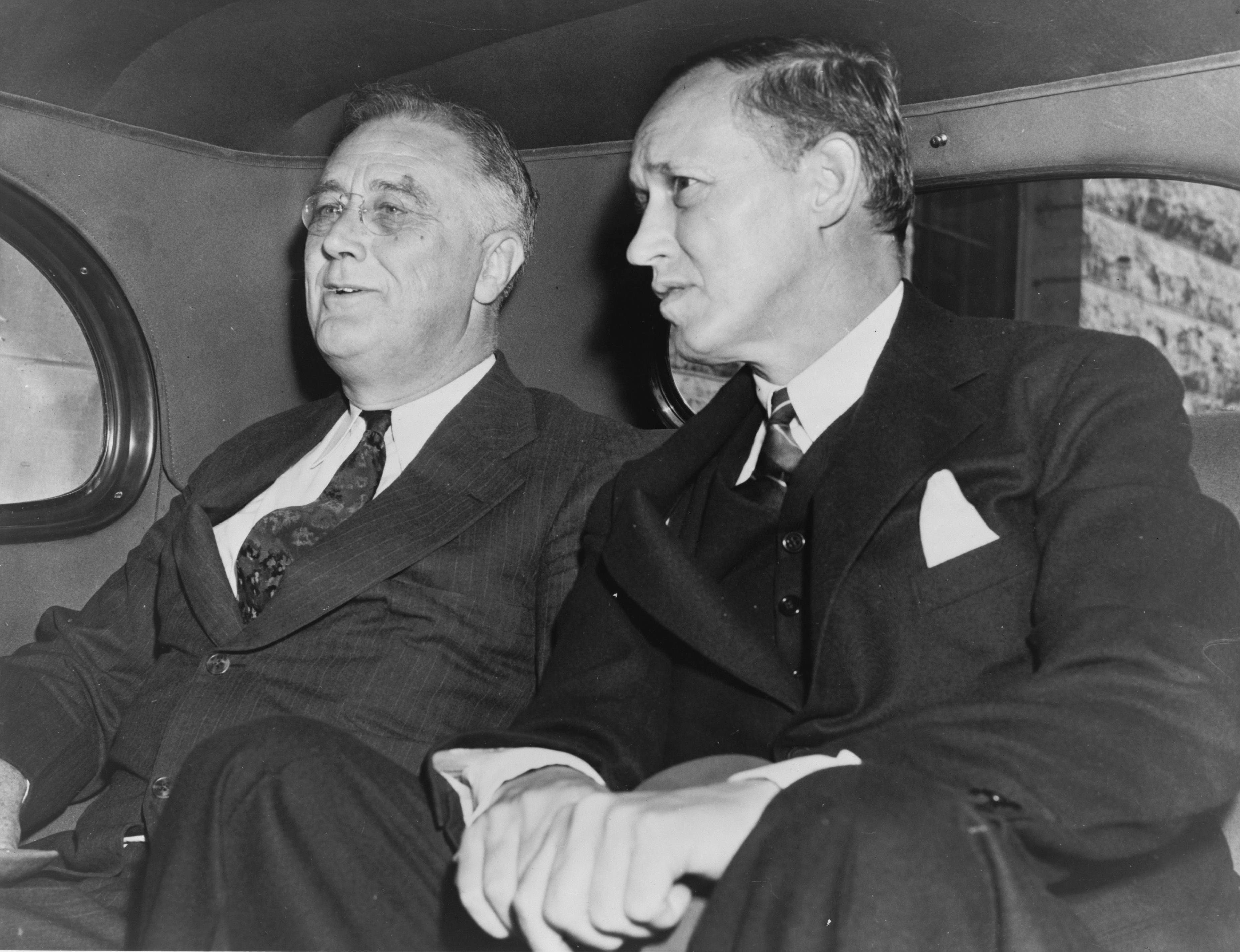
Hopkins insieme al presidente Franklin Delano Roosevelt (a sinistra) nel 1938.

Nell'aprile 1942, insieme al generale George Marshall, Hopkins compì un viaggio a Londra per presentare a Winston Churchill un primo progetto di apertura di un secondo fronte in Europa, il provvedimento sul quale Stalin insisteva fin dall'inizio dei rapporti tra gli alleati. Nel luglio 1942 Hopkins e Marshall compirono una nuova missione in Gran Bretagna accompagnati dall'ammiraglio Ernest King. Nel corso dell'incontro gli americani confermarono la necessità del loro impegno militare nello scacchiere del Pacifico, ma Churchill ottenne che l'operazione Torch (sbarchi nell'Africa settentrionale francese) fosse programmata a breve termine, mentre l'apertura di un secondo fronte in Europa fu rinviata ad altri tempi.
Tra il 14 e il 24 gennaio 1943 partecipò alla conferenza di Casablanca, dove venne deciso il principio della resa incondizionata e la continuazione delle operazioni del Mediterraneo con l'invasione dell'Italia.
Nel novembre-dicembre 1943 partecipò alla conferenza di Teheran ed a quella del Cairo e successivamente, quando la sua salute era ormai diventata malferma, alla conferenza di Jalta (4-12 febbraio 1945) dove nuovamente influì profondamente sulla condotta e sulle decisioni di Roosevelt.

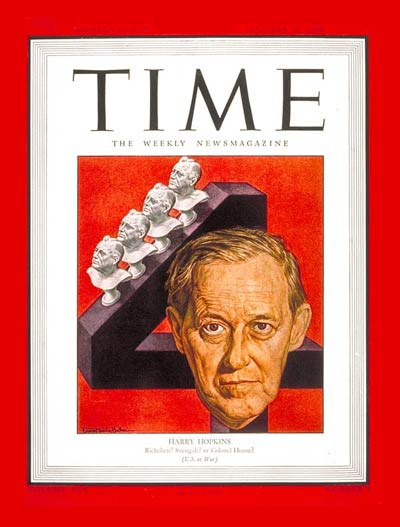
Hopkins sulla copertina di Time del gennaio 1945 alla vigilia della conferenza di Jalta.

La sua ultima missione importante fu un viaggio a Mosca nel maggio-giugno 1945, dopo la morte di Roosevelt, per preparare la conferenza di Potsdam. Hopkins, ormai gravemente malato per un tumore dello stomaco di cui era affetto da alcuni anni, decise ugualmente di recarsi in Unione Sovietica, essendo estremamente preoccupato per il peggioramento delle relazioni sovietico-statunitensi negli ultimi mesi e soprattutto dopo l'inizio della presidenza di Harry Truman. Hopkins ebbe lunghi colloqui con Stalin a Mosca dal 28 maggio al 6 giugno 1945 durante i quali furono discussi con toni di aspro realismo tutti i punti di contrasto tra le due grandi potenze.
Hopkins riuscì a raggiungere un accordo sulle principali questioni; i due interlocutori decisero di ritornare in gran parte agli accordi conclusi a Jalta riguardo al problema della Polonia che prevedevano la "riorganizzazione" del governo filosovietico di Varsavia già al potere con l'immissione di personalità del vecchio governo in esilio di Londra, e soprattutto lo svolgimento di elezioni libere. Hopkins ottenne anche il consenso di Stalin alla formazione immediata di un Consiglio di controllo congiunto interalleato in Germania per garantire un'amministrazione unitaria del territorio tedesco occupato. Hopkins riuscì infine a raggiungere con Stalin alcuni accordi fondamentali per il funzionamento del Consiglio di Sicurezza delle Nazioni Unite. Al suo ritorno negli Stati Uniti Hopkins ricevette le vive congratulazioni dei massimi esponenti dell'amministrazione, tra cui il presidente, il sottosegretario di Stato Joseph Grew, il sottosegretario alla Difesa McCloy e l'ammiraglio William Leahy, per la sua abilità nel "rimuovere alcuni sospetti che i russi nutrivano" e per gli accordi raggiunti che "rischiaravano l'orizzonte internazionale" e aprivano la strada per la Conferenza di Potsdam.
Si dimise definitivamente per l'ulteriore aggravarsi delle condizioni di salute nel luglio 1945 e morì a New York pochi mesi dopo, il 29 gennaio 1946.